# ویترکتومی

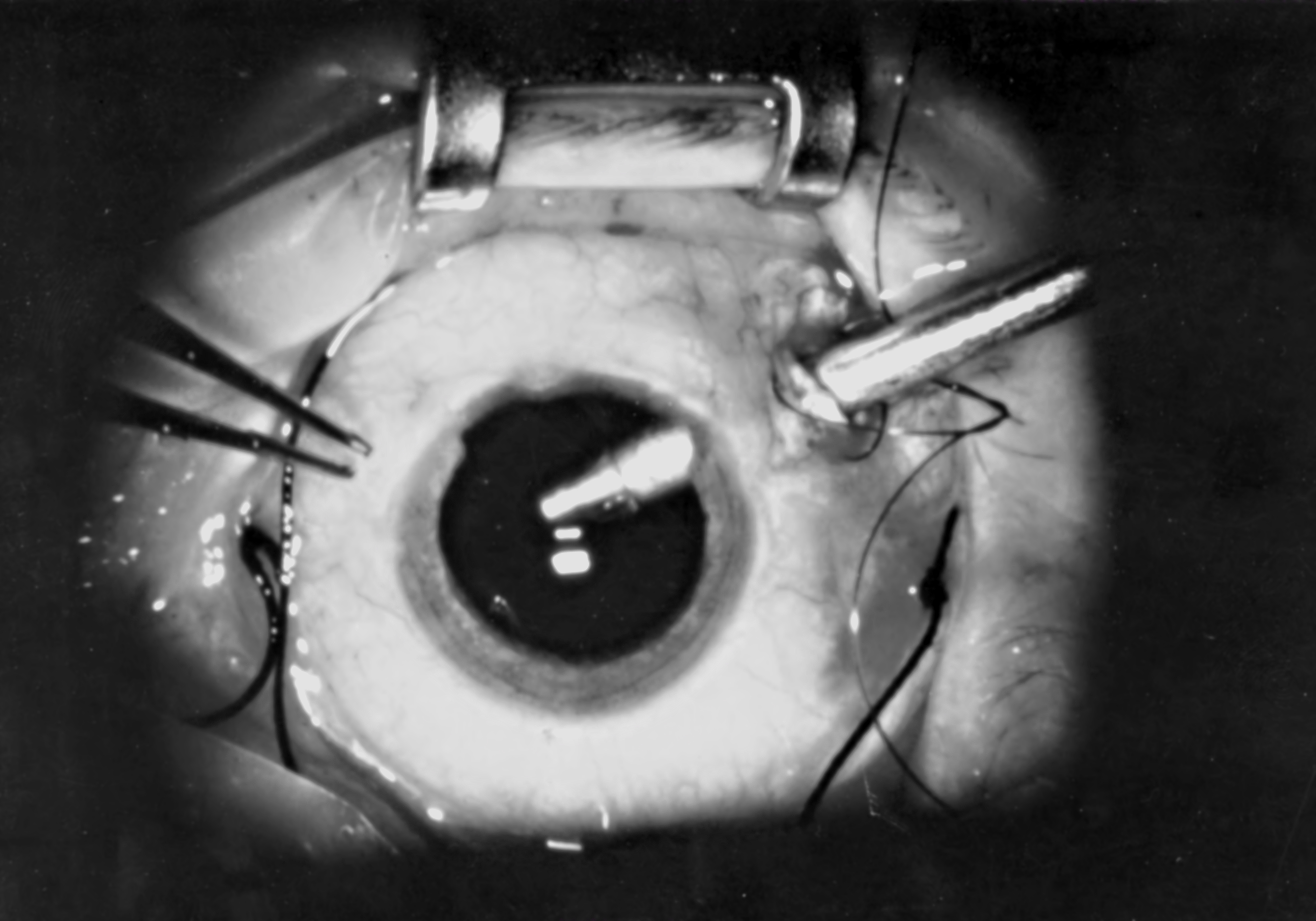
ویترکتومی ۱۹ درجه تک گذره

زجاجیه‌برداری یا ویترکتومی یا تخلیه زجاجیه (به انگلیسی: Vitrectomy) به عمل جراحی برداشتن همه یا بخشی از زجاجیه چشم به منظور از بین بردن کدورت زجاجیه گفته می‌شود. اگر عمل جراحی مربوط به نقاط پیشین چشم باشد به آن تخلیه زجاجیه قدامی (به انگلیسی: Anterior vitrectomy) گویند و اگر نقاط عمیقتر زجاجیه برداشته شود به آن (به انگلیسی: Pars plana vitrectomy) گفته می‌شود.
این عمل جراحی شامل موارد زیر است:
- برداشتن تکه تخریب‌شده (به انگلیسی: Membranectomy)

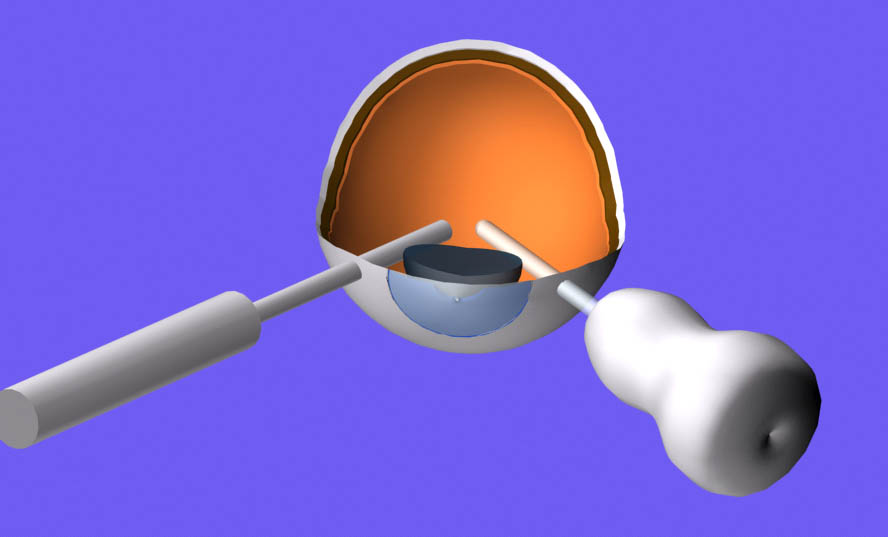
ابزار تخلیه زجاجیه

- وارد کردن هوا به جای مایع دورن چشم به منظور خروج تکه برداشته‌شده و نگه داشتن شبکیه در جای خود
- جانشین کردن هوا با گاز هگزافلورید یا اوکتافلورپروپان؛ این مخلوط هوا و گاز خود به خود و با مرور زمان با تشکیل مایع زجاجیه از چشم خارج می‌شوند.
- پر کردن چشم با سیلیکون مایع به منظور نگه داشتن شبکیه در جای خود
- لیزر درمانی جهت بستن سوراخ‌های شبکیه یا تصحیح رگ‌های تخریب‌شده در اثر دیابت
- قرا دادن یک محافظ همانند کمربند به دور چشم تا شبکیه از جای خود خارج نشود
- خارج کردن عدسی در صورت وجود آب مروارید (به انگلیسی: Lensectomy)

## نشانه‌ها
مگس‌پران زجاجیه، جداشدگی شبکیه، رتینوپاتی دیابتی، خونریزی زجاجیه بیماریهایی هستند که ویترکتومی می‌تواند در بهبود آنها مؤثر واقع شود.

## عوارض ویترکتومی
همه عمل‌های جراحی ممکن است عوارضی داشته باشند اما در جراحی ویترکتومی میزان این عوارض نسبت به مزایای عمل بسیار کمتر است. در ادامه به عوارض شایع این جراحی اشاره می‌کنیم:
- عفونت
- خونریزی
- جداشدگی شبکیه
- ضعف بینایی
- افزایش فشار چشم
- افزایش سرعت شکل‌گیری کاتاراکت

توجه: اگر چه در موارد نادر، مدت کوتاهی بعد از ویترکتومی، کاتاراکت پیشرفت می‌کند ولی در بیماران سالخورده پیشرفت کاتاراکت اغلب بعد از چند ماه روی می‌دهد.
میزان بهبود و قدرت بینایی
میزان قدرت بینایی بعد از جراحی ویترکتومی به چندین متغیر وابسته است، به خصوص در مواردی که قبل از انجام ویترکتومی، بیماری چشمی باعث آسیب دائمی به شبکیه شده باشد. جراح چشم‌پزشک پس از معاینه و با توجه به شرایط بیمار، در مورد احتمال و میزان بهبود بینایی توضیحات لازم را به وی ارائه می‌دهد.

## بهبودی پس از ویترکتومی
برای بهبود سطح چشم چند هفته از قطره استفاده می‌شود. برای چند هفته باید از بلند کردن وزنه‌های سنگین خودداری شود. اگر برای نگهداری شبیکه در جای خود از گاز استفاده شده باشد از وسایل نگهدارنده خاصی برای سر استفاده می‌شود تا سر را به پایین نگه دارند یا سر به سمت خاصی در هنگام خواب نگه داشته شود. تا خروجی کامل حبابهای گاز باید از پرواز خودداری شود. ممکن است برای بهبود عوارضی نظیر خونریزی یا عفونت درمانهای بیشتری انجام شود.